# Nhơn Thành
Nhơn Thành là một phường thuộc thị xã An Nhơn, tỉnh Bình Định, Việt Nam.

## Địa lý
Phường Nhơn Thành nằm ở phía bắc thị xã An Nhơn, có vị trí địa lý:
- Phía đông giáp huyện Phù Cát và xã Nhơn Phong
- Phía tây giáp xã Nhơn Mỹ
- Phía nam giáp phường Đập Đá và các xã Nhơn An, Nhơn Hậu
- Phía bắc giáp huyện Phù Cát.

Phường có diện tích 12,69 km², dân số năm 2011 là 15.605 người, mật độ dân số đạt 1.229 người/km².

## Lịch sử
Trước đây, Nhơn Thành là một xã thuộc huyện An Nhơn.
Ngày 28 tháng 11 năm 2011, Chính phủ ban hành Nghị quyết 101/NQ-CP. Theo đó, chuyển huyện An Nhơn thành thị xã An Nhơn và thành lập phường Nhơn Thành trên cơ sở toàn bộ 1.269,27 ha diện tích tự nhiên, 15.605 người của xã Nhơn Thành.

## Hành chính
Phường Nhơn Thành được chia thành 8 khu vực: An Lợi, Châu Thành, Lý Tây, Nhơn Thuận, Phú Thành, Tiên Hội, Vạn Thuận, Vĩnh Phú.